# Anżelina Szwaczka
Anzelina Aleksejewna Szwaczka, ukr. Анжелина Алексеевна Швачка (ur. 17 lipca 1971 w Dnieprze) – ukraińska śpiewaczka operowa, mezzosopranistka, solistka Opery Kijowskiej, Ludowy Artysta Ukrainy oraz laureatka Narodowej Nagrody im. Tarasa Szewczenki. Czołowa solistka Opery Narodowej Ukrainy. 

## Dorobek
Ukończyła Szkołę Muzyczną w Kamieńskiem (Dnieprodzierżyńsku). W 1997 r. ukończyła Ukraińską Narodową Akademię Muzyczną (1997, klasa sztuki ludowej ZSRR, prof. Galina Tuftina). Od 1997 była solistką Opery Narodowej Ukrainy.
Koncertowała m.in. w USA, Danii, Włoszech, Niemczech, Szwajcarii, Polsce, na Węgrzech, we Francji, Holandii, Belgii, Japonii.
Jako jej najbardziej znaczące role wymieniane są:
- Terpełycha w „Natalce Połtawce„ M. Łysenki,
- Gemma w operze Jarosław Mądry G. Majborody,
- Lubasza w „Oblubienicy cara” M. Rimski-Korsakoa,
- główna rola w Carmen (2007),
- Lubasza w Carskiej narzeczonej (2013)
- Amneris w Aidzie (2015)[3]
- Maddalena w „Rigoletto” Verdiego,
- Suzuki w „Madame Butterfly” G. Pucciniego,
- Flora w „La Traviata” G. Verdiego,
- Bertha w „Cyruliku sewilskim” G. Rossiniego.

Ma na swoim koncie nagrania radiowe. Zagrała również w filmie fabularnym „Zaporoże nad Dunajem” (na podstawie opery o tym samym tytule S. Gulaka-Artemovsky'ego w reżyserii Mykoły Zasiejewa-Rudenko, 2006) jako Katarzyna II.
Zasiada w gronie ekspertów Ukraińskiej Fundacji Kultury. Członkini Rady Wykonawczej międzynarodowego festiwalu konkursowego „Wszyscy jesteśmy twoimi dziećmi, Ukraino!”. Przewodnicząca i członkini jury wielu międzynarodowych i krajowych konkursów wokalnych i chóralnych. 
Wykładała jako Profesor nadzwyczajny w Narodowej Akademii Muzycznej im. Czajkowskiego (kierunek śpiew operowy. Jest również mentorką innych śpiewaków, zdobywających laury w konkurach, jak Oleksandr Diaczenko (konkurs „Perły sztuki”), Oryna Veselovska („Bursztynowi soliści”).

## Nagrody
- Zwyciężczyni międzynarodowych konkursów w Rosji (Petersburg - 1999, Moskwa - 2002), Finlandii (2000)[3].
- 1997: Grand Prix VII Międzynarodowego Konkursu Wokalnego w Niemczech (1997)[9][3]
- 2000: zwyciężczyni Międzynarodowego Konkursu Wokalnego im. Bul-Bula (2000, Baku, III nagroda)[9] (według innych źródeł w 1998)[3]
- 2001: Międzynarodowy Konkurs Wokalny im. I. Alchevsky'ego (Alczewsk, Ukraina, II nagroda)[5]
- 7 września 2001: Zasłużony Artysta Ukrainy[10]
- 2005: II miejsce w konkursie Klaudii Taevi(inne języki)[11]
- 20 września 2012: Ludowy Artysta Ukrainy[12]
- 27 grudnia 2015: Order Gwiazdy Włoch[13]
- 2 marca 2016: Narodowa Nagroda im. Tarasa Szewczenki[14]